# Ronan Keating

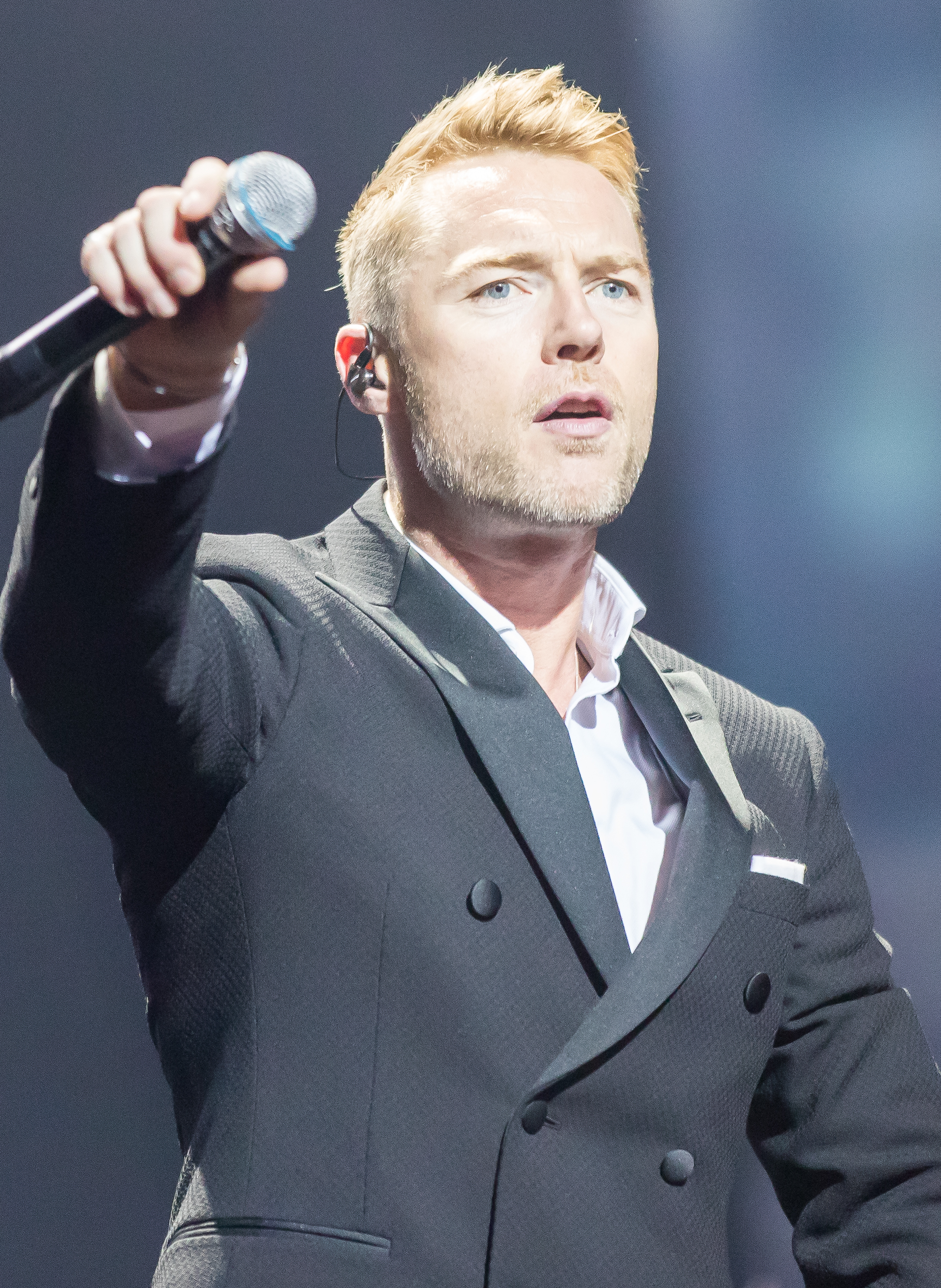
Ronan Keating (2016)

Ronan Patrick John Keating [ˈɹəʊnən ˈpætɹɪk dʒɒn ˈkiːtɪŋ] (* 3. März 1977 in Dublin) ist ein irischer Sänger. Bekannt wurde er ab 1993 als Sänger in der Boygroup Boyzone. Als Solokünstler hatte er unter anderem mit den Titeln When You Say Nothing at All und Life Is a Rollercoaster Erfolge.

## Leben

### Familie
Keating wurde als jüngstes von fünf Geschwistern einer Familie der irischen Mittelschicht geboren. Seinem Vater Gerry gehörte ein Pub, seine Mutter Marie arbeitete als Friseurin. 1998 starb Keatings Mutter an den Folgen von Brustkrebs. Für die bessere Vorsorge und Aufklärung über die Krankheit hat die Familie die Marie Keating Foundation gegründet. Keatings älterer Bruder Ciáran, Vater des Fußballspielers Ruairí Keating (* 1995), starb am 15. Juli 2023 infolge eines Verkehrsunfalls.

### Privates
Am 30. April 1998 heiratete Keating das irische Model Yvonne Connolly. Gemeinsam haben sie einen Sohn (* 1999) und zwei Töchter (* 2001, * 2005). Am 20. Mai 2010 gaben Ronan und Yvonne Keating ihre Trennung bekannt, nachdem Keating seine Frau mit seiner Background-Tänzerin betrogen hatte. Nur wenige Wochen später verzieh Yvonne ihrem Mann den Seitensprung und gab ihrer Ehe eine zweite Chance. Beide zogen mit den Kindern in ein neues Haus. Im April 2012 gaben Yvonne und Ronan Keating das endgültige Scheitern ihrer Ehe bekannt und trennten sich nach 14 gemeinsamen Jahren.
Am 17. August 2015 heiratete Keating in Schottland die australische Produzentin Storm Uechtritz. Ihr gemeinsamer Sohn kam im April 2017 auf die Welt; im März 2020 folgte eine Tochter.

### Musikalische Karriere
1993 begann Keating seine musikalische Karriere als Popsänger in der Boygroup Boyzone. Die Band war mit diversen Nummer-1-Hits wie No Matter What und vier Studioalben sehr erfolgreich. 1997 moderierte er zusammen mit Carrie Crowley den 42. Eurovision Song Contest in Dublin. 1999 wurde Keating zudem Co-Manager der Band Westlife. Anschließend startete er eine recht erfolgreiche Solokarriere mit Titeln wie When You Say Nothing at All, Life Is a Rollercoaster und We’ve Got Tonight im Duett mit Jeanette Biedermann.
Im Rahmen der Live-8-Konzerte spielte Keating am 6. Juli 2005 im Murrayfield Stadion, Edinburgh (Schottland). Keating komponierte und textete den Beitrag Dänemarks zum Eurovision Song Contest 2009 in Moskau.
Von 2010 bis 2014 war er Jury-Mitglied in der australischen Ausgabe der Casting-Show The X Factor. Zum Beginn der siebten Staffel wurde er von James Blunt abgelöst. Nach fast vierjähriger Pause erschien im Februar 2016 Keatings neuntes Soloalbum Time of My Life. Seit dem 1. Mai 2016 ist er einer der Coaches in der australischen Ausgabe der Castingshow The Voice.
Am 24. Juli 2020 erschien sein Album Twenty Twenty. 2023 war er als Coach bei The Voice of Germany (Staffel 13) zu sehen.

### Engagement
Zum sozialen Engagement von Ronan Keating gehört seine Unterstützung der Deutschen Krebshilfe im Kampf gegen den Krebs. Auf der Webseite der Hilfsorganisation wirbt der Sänger für Krebsprävention und Krebsvorsorge. Keating ist sowohl als Solist als auch mit seiner Band Boyzone immer wieder Teilnehmer oder Initiator diverser Benefiz-Aktionen.

## Diskografie
Studioalben

| Jahr | Titel               | Höchstplatzierung, Gesamtwochen, AuszeichnungChartplatzierungen (Jahr, Titel, Platzierungen, Wochen, Auszeichnungen, Anmerkungen) | Höchstplatzierung, Gesamtwochen, AuszeichnungChartplatzierungen (Jahr, Titel, Platzierungen, Wochen, Auszeichnungen, Anmerkungen) | Höchstplatzierung, Gesamtwochen, AuszeichnungChartplatzierungen (Jahr, Titel, Platzierungen, Wochen, Auszeichnungen, Anmerkungen) | Höchstplatzierung, Gesamtwochen, AuszeichnungChartplatzierungen (Jahr, Titel, Platzierungen, Wochen, Auszeichnungen, Anmerkungen) | Höchstplatzierung, Gesamtwochen, AuszeichnungChartplatzierungen (Jahr, Titel, Platzierungen, Wochen, Auszeichnungen, Anmerkungen) | Anmerkungen                                                                 |
| Jahr | Titel               | DE | AT | CH | UK | IE | Anmerkungen                                                                 |
| ---- | ------------------- | --- | --- | --- | --- | --- | --------------------------------------------------------------------------- |
| 2000 | Ronan               | DE2 Platin · (44 Wo.)DE | AT10 (13 Wo.)AT | CH4 Gold · (33 Wo.)CH | UK1 ×4Vierfachplatin · (63 Wo.)UK                                                                                                 | IE2 (29 Wo.)IE | Erstveröffentlichung: 21. August 2000 Verkäufe: + 2.255.000                 |
| 2002 | Destination         | DE1 Gold · (36 Wo.)DE | AT2 (21 Wo.)AT | CH3 Platin · (34 Wo.)CH | UK1 ×2Doppelplatin · (48 Wo.)UK                                                                                                   | IE3 (7 Wo.)IE | Erstveröffentlichung: 17. Mai 2002 Verkäufe: + 1.205.000                    |
| 2003 | Turn It on          | DE18 (15 Wo.)DE | AT45 (11 Wo.)AT | CH19 (15 Wo.)CH | UK21 Gold · (18 Wo.)UK | IE57 (1 Wo.)IE | Erstveröffentlichung: 16. November 2003 Verkäufe: + 135.000                 |
| 2006 | Bring You Home      | DE7 (14 Wo.)DE | AT10 (7 Wo.)AT | CH3 (13 Wo.)CH | UK3 Gold · (16 Wo.)UK | IE16 (7 Wo.)IE | Erstveröffentlichung: 2. Juni 2006 Verkäufe: + 170.000                      |
| 2009 | Songs for My Mother | DE14 (5 Wo.)DE | AT34 (4 Wo.)AT | CH13 (9 Wo.)CH | UK1 Gold · (12 Wo.)UK | IE1 Platin · (25 Wo.)IE | Erstveröffentlichung: 13. März 2009 Verkäufe: + 200.000                     |
| 2009 | Winter Songs        | DE73 (3 Wo.)DE | — | CH74 (1 Wo.)CH | UK16 Gold · (6 Wo.)UK | IE12 (7 Wo.)IE | Erstveröffentlichung: 13. November 2009 Verkäufe: + 100.000                 |
| 2010 | Duet                | — | — | — | — | — | Erstveröffentlichung: 12. November 2010 nur in Australien und Neuseeland    |
| 2011 | When Ronan Met Burt | — | — | — | UK3 Gold · (9 Wo.)UK | IE5 (7 Wo.)IE | Erstveröffentlichung: 21. März 2011 Verkäufe: + 135.000; mit Burt Bacharach |
| 2012 | Fires               | DE20 (3 Wo.)DE | AT51 (1 Wo.)AT | CH26 (3 Wo.)CH | UK5 (8 Wo.)UK | IE12 (4 Wo.)IE | Erstveröffentlichung: 31. August 2012                                       |
| 2016 | Time of My Life     | DE25 (2 Wo.)DE | AT44 (1 Wo.)AT | CH16 (8 Wo.)CH | UK4 (7 Wo.)UK | IE26 (4 Wo.)IE | Erstveröffentlichung: 12. Februar 2016                                      |
| 2020 | Twenty Twenty       | DE24 (2 Wo.)DE | AT47 (1 Wo.)AT | CH10 (4 Wo.)CH | UK2 (6 Wo.)UK | IE22 (1 Wo.)IE | Erstveröffentlichung: 24. Juli 2020                                         |
| 2021 | Songs from Home     | DE80 (1 Wo.)DE | — | CH70 (2 Wo.)CH | UK15 (6 Wo.)UK | IE20 (1 Wo.)IE | Erstveröffentlichung: 12. November 2021                                     |